# Miroslav Král
Miroslav Král (* 16. září 1986 Brno) je český fotbalový obránce, momentálně[kdy?] působící jako hrající trenér v klubu FC Tiengen 08 v nižší německé soutěži.

## Klubové statistiky
Aktuální k 30. červnu 2014
| Sezona | Klub                      | Země  | Soutěž         | Zápasy | Góly |
| ------ | ------------------------- | ----- | -------------- | ------ | ---- |
| 04/05  | 1. FC Brno B              | Česko | 2. liga        | 7      | 0    |
| 05/06  | 1. FC Brno B              | Česko | 2. liga        | 25     | 2    |
| 06/07  | 1. FC Brno B              | Česko | MSFL           | 22     | 1    |
| 07/08  | 1. FC Brno B              | Česko | MSFL           | 13     | 1    |
|        | Fotbal Fulnek             | Česko | 2. liga        | 11     | 0    |
| 08/09  | Fotbal Fulnek             | Česko | 2. liga        | 3      | 0    |
|        | 1. FC Brno B              | Česko | MSFL           | 14     | 1    |
| 09/10  | 1. FC Brno B              | Česko | MSFL           | 13     | 0    |
| 10/11  | SK Líšeň                  | Česko | MSFL           | 21     | 5    |
| 11/12  | FC Zbrojovka Brno         | Česko | 2. liga        | 14     | 1    |
|        | FC Zbrojovka Brno B       | Česko | MSFL           | 4      | 0    |
|        | FC Sparta Brno            | Česko | Divize D       | 1      | 0    |
| 12/13  | FC Zbrojovka Brno         | Česko | Gambrinus liga | 3      | 0    |
|        | SK Líšeň                  | Česko | Divize D       | 15     | 5    |
| 13/14  | MSK Břeclav               | Česko | MSFL           | 14     | 3    |
|        | celkem 1. liga            |       |                | 3      | 0    |
|        | celkem 2. liga            |       |                | 60     | 3    |
|        | celkem 3. liga (MSFL)     |       |                | 101    | 11   |
|        | celkem 4. liga (Divize D) |       |                | 16     | 5    |